# 豊川市立南部中学校
豊川市立南部中学校（とよかわしりつ なんぶちゅうがっこう）は、愛知県豊川市光明町二丁目にある公立中学校。通常の略称は南中（なんちゅう）

## 概要
南部中学校は豊川市の南にある中学校である。学校の周りは住宅に囲まれている。また、学校のすぐ隣には市の学校給食センターがあったが、今はなくなっている。
豊川市のほとんどの中学校は、ジャージで学校生活をするようになってきており、南中もまたそうである。
制服を着用するのは、重要な行事（各種テスト・全校での集会（稀に例外あり）・学年集会（例外あり）・入学式・始業式・修了式・終業式・卒業式・講演など講師の方が外部から来るとき）が行われるときである。これは、普段とは違うことを服を着替えることにより意識してもらうためである。
制服は、男子は夏服にはワイシャツでネクタイなし、冬服は学ラン、そして紺のズボン（夏服用と冬服用があり、それぞれ厚さが違う）。女子は、セーラー服で、冬服は襟は白、ほかは黒。夏服は上は白、リボンとスカートは紺である。
生徒数は717人、学級数は22クラス（2013年）で豊川市内では東部中学校に次いで2番目に規模の大きな学校である。
学校で最大のイベントは、9月に行われる「南中祭」である。これは文化祭と体育祭をまとめて言うもので、土曜日に文化祭、日曜日に体育祭が行われる。
テストの形式は、中間テスト、期末テストである。
期末テストは1日3教科を1時間ずつ、3日間行う（しかし、技術分野、家庭分野は2教科を1時間で行うため、1人計10種類のテストを行う）。期末テストの前には、テスト週間が1週間設けられ、その期間中の部活動は基本的に休止となる。
単元テストに対してはテスト週間は設けられない。

## 校訓
高潔・純真・勤勉

## 学校行事
- 4月
  - 入学式・始業式
  - 健康診断
  - 新入生歓迎会
  - 家庭訪問
- 5月
  - 家庭訪問
  - スポーツテスト
  - 南中祭始動（約3ヶ月間の準備期間）
- 6月
  - 中間テスト
  - 修学旅行（3年）
  - 社会体験学習（2年）
  - オリエンテーション合宿（1泊2日）（1年）
  - 7月
  - 期末テスト
- 9月
  - 南中祭
- 10月
  - 生徒会選挙
- 11月
  - 合唱コンクール
  - 期末テスト
- 1月
  - 学年末テスト（3年）
- 2月
  - 学年末テスト（1、2年）
- 3月
  - 卒業式

## 校区
- 豊川市立牛久保小学校
- 豊川市立中部小学校
- 豊川市立天王小学校

の通学区域内。
※中部小学校から分立した代田小学校の通学区域も、かつては校区だった。

## 交通
- 名鉄豊川線 諏訪町駅より徒歩約15分
- 諏訪町駅前（心道教前バス停）から豊鉄バス「豊橋駅前」行きで「南部中学校前」下車、徒歩約5分
- JR飯田線 牛久保駅より徒歩約25分

## 出身者
- 竹本幸夫 - 豊川市長[2]
- 長坂秀佳 - 脚本家[3]
- 内藤尚行 - 元プロ野球選手[4]
- 清水宏臣 - 元プロ野球選手[5]
- 平松正樹 - 脚本家[6]
- 北原ミレイ - 歌手[7]
- 小林拓一郎 - DJ[8]